# Mesto umetnosti in znanosti, Valencija
Mesto umetnosti in znanosti (valencijsko: Ciutat de les Arts i les Ciències; špansko: Ciudad de las Artes y las Ciencias) je kulturni in arhitekturni kompleks, ki temelji na zabavi v mestu Valencija, Španija. Je najpomembnejša sodobna turistična destinacija v mestu Valencija.
Mesto znanosti in umetnosti se nahaja na koncu nekdanje struge reke Turia, ki je bila izsušena in preusmerjena po katastrofalni poplavi leta 1957. Stara struga se je spremenila v slikovitem potopljenem parku.
Mesto sta oblikovala arhitekta Santiago Calatrava in Félix Candela, projekt je doživel prvo fazo gradnje v juliju 1996 in se končal oziroma bil odprt 16. aprila 1998 z odprtjem zgradbe L'Hemisfèric. Zadnji velik del Mesta znanosti in umetnosti, El Palau de les Arts Reina Sofia, je bil predstavljen 9. oktobra 2005, na dan skupnosti Valencija.

## Zgradbe
Kompleks je sestavljen iz naslednjih stavb:
L'Hemisfèric - IMAX kino, planetarij in laserium. Stavba naj bi spominjala na velikansko oko in ima približno površino 13.000 m². Hemesferic je znan tudi kot planetarij ali "oko znanja" in stoji v središču Mesta znanosti in umetnosti. To je bila prva stavba dokončana leta 1998. Njena oblika spominja na veko, ki odpira dostop do prostora, ki obdaja bazen z vodo. Dno bazena je steklo, ki ustvarja iluzijo očesa kot celote. Ta planetarij je polkrogla iz betona, 110 metrov dolga in 55,5 metra široka. Zaslon je zgrajen iz aluminijaste podolgovate platnene strehe, zložljive navzgor, da tvori brise soleil nadstrešek, ki se odpre ob ukrivljeni osi očesa. Ko je odprta, razkrije kupolo, zenico očesa, ki je Ominax gledališče. Mesto znanosti in umetnosti je razdeljeno na pol z nizom stopnic, ki se spuščajo v obokano betonsko preddverje. Podzemni prostori so osvetljeni z uporabo prosojnih steklenih plošč v hodniku. Prozorna streha je podprta z betonskimi loki, ki se povezujejo na potopljeno galerijo. Obstaja čudežen odmev v notranjosti stavbe in če dve osebi stojita na dveh nasprotnih stebrih znotraj očesa, se lahko brezkontaktno pogovarjata med seboj.
El Museu de les Ciències Principe Felipe - je interaktivni muzej znanosti, ki spominja na okostje kita. Obsega približno 42.000 m² v treh nadstropjih. Mešanica eksponatov je namenjena bolj za zabavo, kot za znanstveno izobraževanje. Velik del pritličja zavzema košarkarsko igrišče za lokalno ekipo in različne sponzorje. Objekt je sestavljen iz treh etaž, od katerih je 26.000 kvadratnih metrov uporabnih za razstave. Iz prvega nadstropja je pogled na Turia vrt, ki ga obdaja; kar je več kot 13.500 kvadratnih metrov vode. Drugo nadstropje gosti razstave raziskovalcev: Santiago Ramón, Cajal, Severo Ochoa in Jean Dausset. Tretje nadstropje je znano kot "gozd kromosomov", ki prikazuje zaporedje človeške DNK. Tudi v tem nadstropju so razstave "Zero Gravity", "Space Academy," in "Marvel Superheroes". Arhitektura stavbe je znana po svoji geometriji, strukturi, uporabi materialov in oblikovanju v okolici narave. Stavba ima približno 42.000 kvadratnih metrov, od tega je 26.000 kvadratnih metrov razstavnih prostorov in je trenutno največja v Španiji. Vsebuje 20.000 kvadratnih metrov stekla iz 4000 plošč, 58.000 m³ betona in 14.000 ton jekla. Ta veličasten objekt je dolg 220 metrov, širok 80 metrov in visok 55 metrov.
L'Umbracle - urejen sprehod z rastlinskimi vrstami avtohtonih v Valenciji (kot brškinovke, lentisca, rožmarin, sivka, kovačnik, bougainvillea, palma,...). Prehod skulptur z zunanjo galerijo kaže skulpture sodobnih umetnikov (Miquel de Navarra, Francesc Abbot, Yoko Ono in drugi). V L'Umbracle so tudi številne samostojne skulpture obdane z naravo. Stavba je zasnovana kot vhod v mesto umetnosti in znanosti. Je 320 metrov dolga in 60 metrov široka, in se nahaja na južni strani kompleksa. Sestavlja jo 55 osnovnih lokov in 54 plavajočih lokov, ki izstopajo 18 metrov visoka. Prikazane rastline so skrbno izbrali tako da spreminjajo barvo z vsako sezono. Vrt obsega tudi 99 palm, 78 malih palm, 62 grenkih pomaranč. Obstaja 42 vrst grmov iz regije Valencija, vključno Cistus ( Clerodendrum clethra), Mastika (Pistacia lentiscus), budleja, pampaška trava (Cortaderia) in plumbago. V vrtu je 16 vrst mirabilis jalapa ali polnočnica. Kovačnik in viseča bougenvileja sta dve od 450 plezalnih rastlin. Tukaj je tudi 5500 prekrovnih rastlin in več kot sto aromatičnih rastlin.
L'Oceanogràfic  - oceanografski park. Je največji oceanografski akvarij v Evropi s 110.000 kvadratnih metri in 42 milijoni litrov vode. Zgrajen je bila v obliki lokvanja in je delo arhitekta Félixa Candela. Vsaka stavba predstavlja različno vodno okolje: Sredozemlje, močvirje, zmerna in tropska morja, oceane, Antarktiko, Arktiko, otoke in Rdeče morje. Ta akvarij je dom več kot 500 različnih vrst, med njimi delfini, beluge, mečarica, klobučnjaki, morske zvezde, morski ježki, mroži, morski levi in drugi tjulnji, pingvini, želve, morski psi ter skati. Prav tako naseljuje vrste ptic mokrišč.
El Palau de les Arts Reina Sofia - operna hiša in uprizoritveni center umetnosti. Hiša je posvečena glasbi in scenskim umetnostim. Obdana je s 87.000 kvadratnimi metri krajine in vodo, pa tudi 10.000 kvadratnimi metri sprehajalnega območja. Palau de les Arts ima štiri oddelke; glavno dvorano, mojstrsko dvorano, avditorij in Martin y Soler gledališče. Tukaj se odvijajo številni dogodki, kot so operne, gledališke in druge predstave. Panoramska dvigala in stopnišča povezujejo ploščadi na različnih nivojih v notranjosti kovinskih okvirjev stavbe. Stavba ima kovinsko zunanjo streho, ki temelji na dveh podporah in je 230 metrov dolga in 70 metrov visoka. Eden od nosilcev omogoča, da je del stavbe kot previs. Del stavbe je iz belega betona. Dve laminirani jekleni lupini pokrivata stavbe, in tehtata več kot 2500 ton. Ti školjki so 163 metrov široke in 163 metrov dolge.
El Pont de l'Assut de l'Or - viseči most, ki povezuje južno stran z ulico Minorca, katerega 125 metrov visok steber je najvišja točka v mestu.
L'Agora - pokrit trg, v katerem se odvijajo koncerti in športni dogodki (kot je Valencia Open 500) .  Agora je prostor, namenjen prirejanju različnih dogodkov, kot so koncerti, predstave, razstave, konvencije, uprizarjanje kongresov in mednarodnih športnih srečanj. 
Torres de Valencia - je del projekta gradnje treh nebotičnikov visokih 308, 266 in 220 m. Projekt je bil zadržan in možnosti, da se bo dokončal so dvomljive.

## Zgodovina

### Zasnova
Rita Barberá, takratna županja, je zaupala oblikovanje ekipi priznanih projektantov in je obiskala zgradbe s podobnimi značilnostmi v Münchnu, Kanadi in Londonu, da se pripravi projekt očitno pedagoškega videza.
"Mesto v znanosti" je bilo ime za pobudo avtonomno vladno. V načrt je bil vključen 370 m visok komunikacijski stolp, ki bi bil tretji najvišji na svetu v tistem času, planetarij in muzej znanosti. Skupna cena gradnje je bila ocenjena na približno 25.000 milijonov pezet.
Projekt je seveda povzročil polemike. Ljudska stranka je v Mestu znanosti videla "delo faraonov", ki bi služili samo povečanju ega socialistov, ki so bili gonilna sila pobude.

### Projekt in izvedba
V maju 1991 je svet odobril prenos zemljišč. Štiri mesece kasneje je bil predstavljen projekt, ki ga je zasnoval Santiago Calatrava. Gradnja se je začela do konca leta 1994.
Ekipa, ki je izvajala muzej, se ni strinjala z obliko stavbe, ki jo je zasnoval Santiago Calatrava. Zato so izdelali nekaj sprememb

### Otvoritev
Aprila 1998 je kompleks odprl svoja vrata za javnost z L'Hemisfèric. Enajst mesecev kasneje je predsednik Valencije, Eduardo Zaplana, odprl El Museu de les Ciències Principe Felipe, čeprav še ni bil v celoti končan. Muzej je bil odprt za javnost dvajset mesecev kasneje. 12. decembra 2002 je bila otvoritev L'Oceanogràfic, največji akvarij v Evropi. Končno, je bil 8. oktobra 2005 odprt še El Palau de les Arts Reina Sofía in postal operna hiša Valencije.

### Arhitekta: Santiago Calatrava in Felix Candela
Santiago Calatrava se je rodil v Valenciji v Španiji 28. julija 1951. Je usposobljen arhitekt in inženir in je znan tudi po svoji umetniški spretnosti v slikarstvu in kiparstvu. Študiral je na Akademiji za likovno umetnost v Valenciji v 1960-tih, nato pa je diplomiral iz arhitekture in podiplomsko iz urbanizma na Escuela Tecnica Superior de Arquitecturea. Študiral je na gradbenih inženirskih objektih na Zvezni politehnični univerzi v Zürichu in sodeloval pri akademski raziskavi Foldability of Space Frames. Arhitektura Calatrava se usmerja združiti strukturo in gibanje. Zgodaj v svoji karieri je Calatrava zmagal z zasnovo postaje Stadelhofen v Zürichu. Bil je priznan za svoje dosežke na področju ustvarjanja poetike gibanja in integracije javnega prevoza v naravnem okolju in urbanem kontekstu. Druga tema v njegovem delu je premikanje delov stavb. Kupola za  Reichstag Conversion Competition v Berlinu se odpre in zapre kot cvet. Planetarij v Mestu znanosti in umetnosti v Valenciji se odpira in zapira kot veka na očeh.
Polemike o vrednotah njegovih del imajo svoje zagovornike, še posebej, če opazujemo uporabnost javnega prostora, ki obkroža njegove stavbe.
Felix Candela je bil rojen 27. januar 1910 v Madridu v Španiji, umrl pa je 7. decembra 1997. Njegove arhitekturne modele, sestavljene iz armirano-betonskih konstrukcij odlikujejo tanko ukrivljene lupine. Njegova priljubljena vzmetena zasnova, v sodelovanju z Jorge Gonzales Reyna, se kaže v kozmičnih žarkih paviljona v Mehiki. Uporablja svoj podpis za zasnovo armaturne strehe, ki se razlikuje v debelini od samo 5/8 cole do 2 cm. Zgradil je tudi cerkev Device La Milagrosa v Ciudad de Mexico in cerkev San Vicente de Paul. Njegove oblike so sestavljene zvite-lupine industrijskih objektov, tanke lupine in banjasti oboki tovarn in skladišč. Kandela je bil tudi profesor na Univerzi Harvard in University of Illinois. Felix Candela je zasnoval podvodno mesto,  L’Oceanografic, ki se nahaja v Mestu znanosti in umetnosti v Valenciji in spominja na dela Antoni Gaudija v Barceloni.

## Polemika o financiranju
Kompleks je postal tudi simbol za razsipno porabo, slabo finančno upravljanje in škodo, zaradi velikih prekoračitev stroškov in velikega bremena dolga, za katerega se je regija borila.